# Leofara
Leofara is een plaats (frazione) in de Italiaanse gemeente Valle Castellana.